# Lézard-alligator boréal
Elgaria coerulea
Espèce
Synonymes
- Gerrhonotus coeruleus Wiegmann, 1828
- Gerrhonotus scincicauda palmeri Stejneger, 1893
- Elgaria principis Baird & Girard, 1852
- Gerrhonotus coeruleus shastensis Fitch, 1934

Statut de conservation UICN

 LC  : Préoccupation mineure
Elgaria coerulea, le Lézard-alligator boréal, est une espèce de sauriens de la famille des Anguidae.

## Répartition

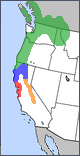
Distribution Elgaria coerulea coerulea,
Elgaria coerulea palmeri,
Elgaria coerulea principis,
Elgaria coerulea shastensis

Cette espèce se rencontre en Californie, en Oregon, au Washington, en Idaho, au Montana et en Utah aux États-Unis et en Colombie-Britannique au Canada.

## Liste des sous-espèces
Selon The Reptile Database (30 mai 2012) :
- Elgaria coerulea coerulea (Wiegmann, 1828)
- Elgaria coerulea palmeri (Stejneger, 1893)
- Elgaria coerulea principis Baird & Girard, 1852
- Elgaria coerulea shastensis (Fitch, 1934)

## Description

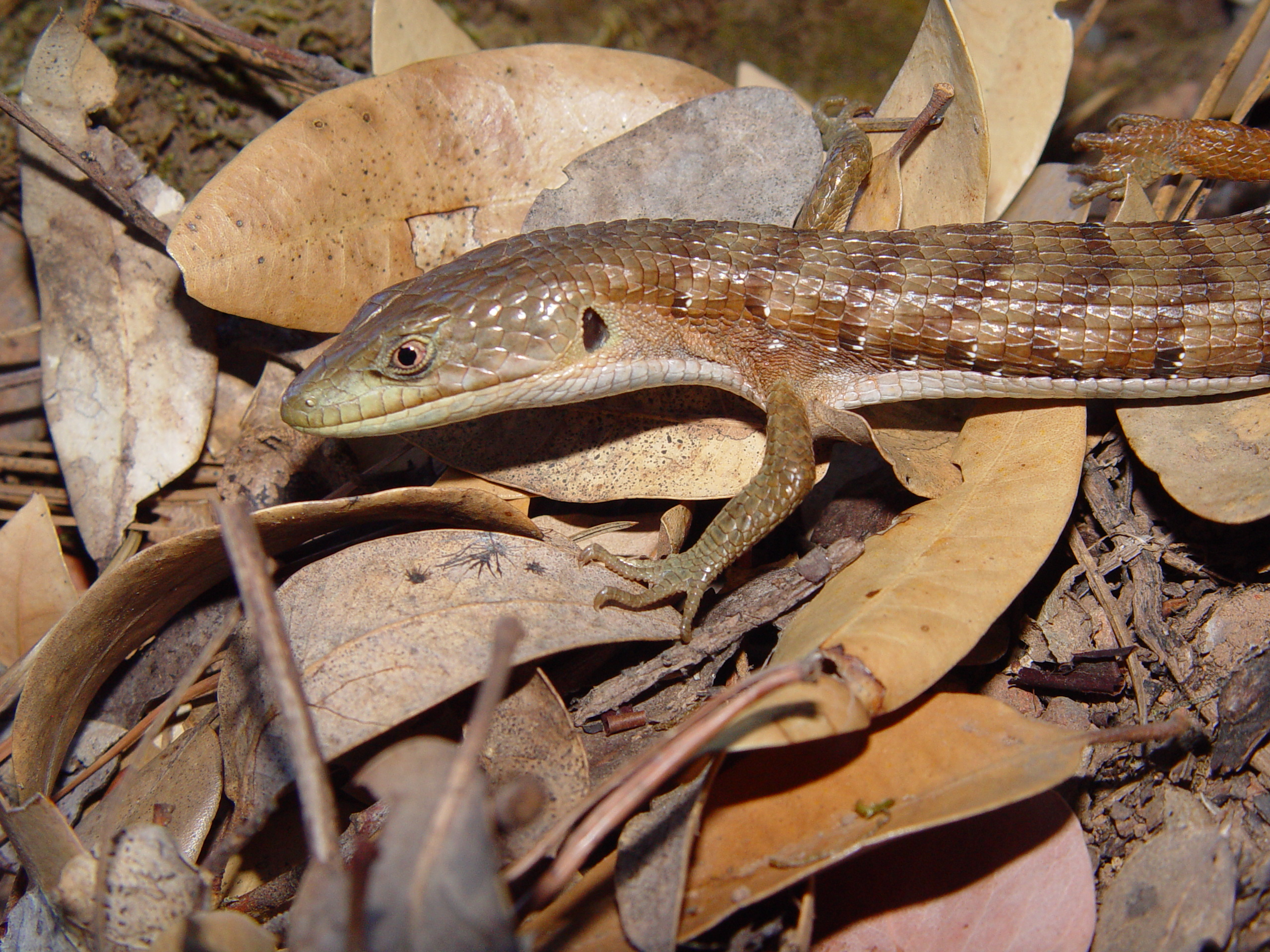
Elgaria coerulea shastensis

L'adulte mesure environ 10 cm, 25 cm avec la queue. Il se nourrit d'invertébrés (insectes, araignées, millepattes, escargots, …), et préfère les milieux humides.

## Publications originales
- Baird & Girard, 1852 : Descriptions of new species of reptiles, collected by the U.S. Exploring Expedition under the command of Capt. Charles Wilkes, U.S.N. First part — Including the species from the western coast of America. Proceedings of the Academy of Natural Sciences of Philadelphia, vol. 6, p. 174-177 (texte intégral).
- Fitch, 1934 : New alligator lizards from the Pacific Coast. Copeia, vol. 1934, p. 6-7.
- Stejneger, 1893 : Annotated list of the reptiles and batrachians collected by the Death Valley Expedition in 1891, with descriptions of new species. North American Fauna, vol. 7, p. 159-228 (texte intégral).
- Wiegmann, 1828 : Beiträge zur Amphibienkunde. Isis von Oken, vol. 21, no 4, p. 364-383 (texte intégral).